# Иероним (Ершов)
Игумен Иероним (в миру фамилия Ершов;? — 15 (26) декабря 1792) — игумен Угрешского Николаевского монастыря, префект Московской духовной академии.

## Биография
Был пострижен в монашество 17 февраля 1784 года.
В 1786 году поступил учителем в Перервинскую духовную семинарию. В 1787 году стал настоятелем Николо-Перервинского монастыря и префектом (инспектором) семинарии. Уже 16 марта 1788 года был перемещён на должность префекта в Московскую духовную академию.
В июле 1790 года был назначен игуменом Николо-Угрешского монастыря. В 1791 году переведён в Успенский собор.
Скончался 15 (26) декабря 1792 года.

## Труды
Перевёл на русский язык сочинение Иосифа Бингама — «Origines sive antiquitates Ecclesiae», но данный труд не был издан, по обстоятельствам, не зависевшим от автора.
Более известно другое его сочинение: «О блаженстве благочестивой жизни» (Москва, 1783).